# منتجع جافي لاند
جاڤي لاند (بالكردية: چافى لاند)‏ هو منتجع تأسس عام 2013 على مرتفعات جبل كويزة بمساحة تقدّر 380 دونم، ويعد من أشهر وأضخم المشاريع السياحية الموجودة في العراق التي تقع في محافظة السليمانية.

## عن المشروع
يتألف المشروع من 50 نوعاً من الألعاب ذات الأبعاد الثلاثية (المفتوحة والمغلقة) المتنوعة، إضافة إلى احتوائها:
- تلفريك
- أكوا بارك
- متحف شمع
- سينما
- نافورات مياه
- مطاعم
- شاليهات سياحية

## أکوا بارك
أكبر مدينة مائية في كردستان والعراق، يتكون من :
- (6) مسابح
- مزالج مائية كبيرة بأرتفاع 15م وأطوال مختلفة تصل إلى 40م
- مسابح خاصة بالأطفال
- كافيتريا